# Storås
Storås este o localitate din comuna Meldal, provincia Sør-Trøndelag, Norvegia, cu o suprafață de 0,42 km² și o populație de 296 locuitori (2013).